# Stromio
Die Stromio GmbH ist ein mittelständischer Strom- und Gasanbieter ohne eigenes Netz mit Sitz in Kaarst in Nordrhein-Westfalen. Das Unternehmen bot für Privat- und Kleingewerbekunden Strom- und Gastarif an. Vertriebsmarken waren Stromio, Grünwelt und Gas.de. Stromio bezeichnet sich selbst als „Energiediscounter“. 
Im Dezember 2021 wurde die Belieferung aller Kunden mit Strom und Gas eingestellt.

## Geschichte

### Gründung
Das Unternehmen wurde am 19. Februar 2009 zunächst mit Sitz in Münster gegründet. Im August 2009 begann der bundesweite Vertrieb von Stromtarifen. Ab 1. November 2009 wurden die ersten Kunden mit Strom beliefert. 2010 verlegte Stromio seinen Sitz zunächst nach Düsseldorf. 2011 wurde der Sitz schließlich nach Kaarst verlegt.
Im September 2010 begann der bundesweite Gasvertrieb über die gas.de Versorgungsgesellschaft mbH.
Seit 2011 bieten Stromio und gas.de unter der Vertriebsmarke Grünwelt Energie Ökostrom bzw. Öko-Erdgas an. Die Tarife werden durch den TÜV Nord und teilweise durch das ok-power-Label zertifiziert. Im Spätsommer 2012 bot Stromio erstmals Stromtarife an Kleingewerbekunden mit einem Jahresverbrauch von bis zu 100 MWh an.
Im Oktober 2013 traten Stromio und gas.de der Schlichtungsstelle Energie als ordentliches Mitglied bei.

### Grünwelt
Seit 2015 wird über die Grünwelt Wärmestrom GmbH ebenfalls Niedertarifstrom für Wärmepumpen und Nachtspeicherheizungen angeboten.
Alle drei Gesellschaften (Stromio, gas.de und Grünwelt Wärmestrom) führen ihre Gewinne über einen Gewinnabführungsvertrag an die Universal Utility Investment GmbH & Co. KG, Kaarst, als beherrschendes Unternehmen ab. Zu dieser Unternehmensgruppe gehört auch der Windradhersteller Amperax, der die Entwicklung und Herstellung der früheren Prokon weiterführt. Die Utility-Unternehmensgruppe gehört zur deutschen Callax-Gruppe (Callax Holding, Düsseldorf), welche wiederum Teil der niederländischen Callax-Gruppe ist.

### Einstellung der Lieferung 2021 und Fortsetzung 2023
Die Vertriebsmarken Grünwelt Energie und gas.de teilten ihren Kunden per E-Mail am 7. Dezember 2021 mit, dass sie rückwirkend zum 3. Dezember 2021 die Gasversorgung eingestellt haben. Mit der Folge, dass die Kunden zum örtlichen Grundversorger zurückgefallen sind, der meist deutlich teurer ist. Die Bundesnetzagentur teilte mit, dass sie keine Möglichkeit habe, die Firma zur Wiederaufnahme der Gasversorgung zu verpflichten. Verbraucherschützer sehen gute Chancen zur Forderung von Schadensersatz.
Zum 22. Dezember 2021 stellte Stromio auch die Belieferung seiner Kunden mit Strom ein. Nach Aussagen der Übertragungsnetzbetreiber hatte Stromio seine Verpflichtungen aus den Bilanzkreisverträgen nicht mehr erfüllt und sie kündigten Stromio außerordentlich. Das Unternehmen selbst begründete die Einstellung auf seiner Website mit dem starken Anstieg der Beschaffungskosten. Die Verbraucherzentrale Hessen hat Musterfeststellungsklage gegen Stromio vor dem Oberlandesgericht Hamm erhoben.
Seit 2023 bietet die Grünwelt Wärmestrom GmbH neben Wärmestrom auch neue Strom- und Gaslieferverträge an. Die Vertriebsmarke gas.de hat Vorbereitungen zur erneuten Aufnahme der Aktivität als Energielieferant aufgenommen.

## Kritik

### 2014
Die Stiftung Warentest warnte im Januar 2014 unter anderem vor Stromio wegen versteckter Preiserhöhungen, die Bedingungen der beiden Tarifvarianten Grünstrom pur und pur Premium von Grünwelt Energie wurden jedoch als fair erachtet, da sie monatlich kündbar sind und 12 Monate Preisgarantie bieten; alle anderen getesteten Tarife, auch die hier nicht genannten von Grünwelt Energie, enthielten unfaire Bedingungen.

### 2016
Die Verbraucherzentrale erwirkte am 5. Juli 2016 ein Urteil von grundsätzlicher Bedeutung gegen das Unternehmen: Das Oberlandesgericht Düsseldorf verwarf eine Klausel zur Preisanpassung. Der Bundesgerichtshof hat das Urteil bestätigt.

### 2021
Aus Sicht des Bundesumweltministeriums handelt es sich bei der außerordentlichen Beendigung der Energielieferverträge im Jahr 2021 um einen Vertragsbruch, Stromio sei zu Schadenersatzleistungen verpflichtet.
Die Eigentumsverhältnisse verbergen sich hinter einem verschachtelten Unternehmensgeflecht bestehend aus Univ. Util., Univ. Util. Int. Verw., Callax Holding, Callax Telecom, SI Proserve. Ömer Varol, der das Unternehmen 2009 gründete und seitdem leitet, gibt dazu keine Auskunft. Der Verbleib der Betriebsgewinne, von 2014 bis 2019 insgesamt 107 Millionen Euro, ist unbekannt. Ömer Varol führte auch bis 2018 den britischen Energieversorger Brilliant Energy, der im März 2019 ebenfalls alle Lieferungen einstellte, seine Kunden zu deutlich höheren Tarifen einem anderen Versorger übergab und anschließend in die Insolvenz ging. In den 2000er Jahren bot Ömer Varol Call-by-Call-Nummern an, mit den Firmen Ring Mobilfunk GmbH, 01058 Telecom, Pennyphone GmbH, Callax.

### 2023
Die Bundesnetzagentur leitete 2023 gegen gas.de ein Verfahren zur Untersagung der Tätigkeit ein. Nach der Einstellung der Lieferung im Dezember 2021 wurde im Rahmen des Verfahrens die Leistungsfähigkeit des Unternehmens und die Zuverlässigkeit der Geschäftsführung überprüft. Die Behörde hat schließlich der gas.de Versorgungsgesellschaft mbH die Tätigkeit als Energielieferant von Haushaltskunden untersagt.